# Pacci (bruci)
Pacci (en llatí Paccius) va ser un dels caps dels brucis. Titus Livi el menciona junt amb el seu germà Vibi com els més nobles dels brucis que probablement vol dir que eren els màxims dirigents d'aquest poble.
L'any 209 aC es va presentar al cònsol Quint Fabi Màxim Berrugós per demanar el perdó dels romans per la seva aliança amb Hanníbal.